# Chiesa della Santissima Annunziata nuova (Varazze, Pero)
La nuova chiesa della Santissima Annunziata è un edificio religioso sito in via Santissima Annunziata nella frazione di Pero a Varazze, in provincia di Savona, una cinquantina di metri sopra la strada provinciale 542 di collegamento con Stella San Martino. La chiesa è sede della parrocchia omonima del vicariato di Varazze della diocesi di Savona-Noli.

## Storia e descrizione
La nuova parrocchiale fu edificata a partire dagli anni sessanta del Novecento in sostituzione della vecchia chiesa della SS. Annunziata che minacciava rovina.
Conserva alcune opere provenienti dalla chiesa ottocentesca e le antiche campane.

## Galleria d'immagini

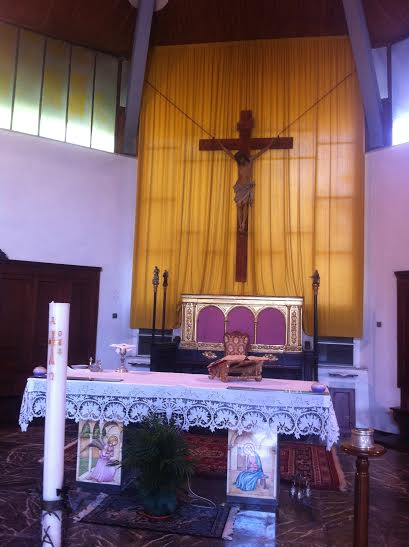
Presbiterio
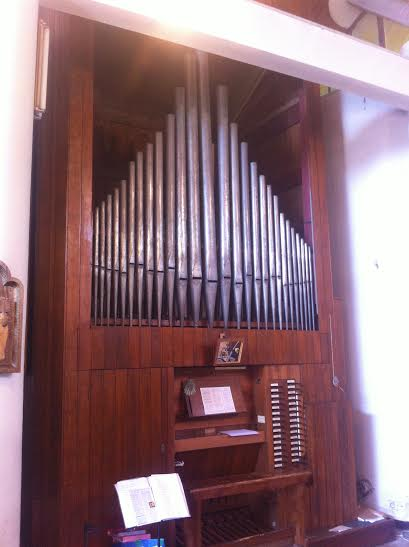
Organo
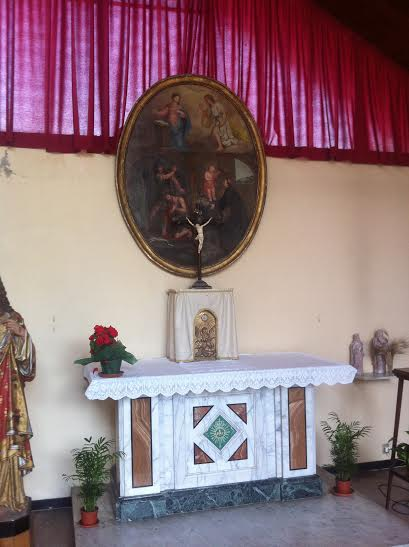
Cappella laterale
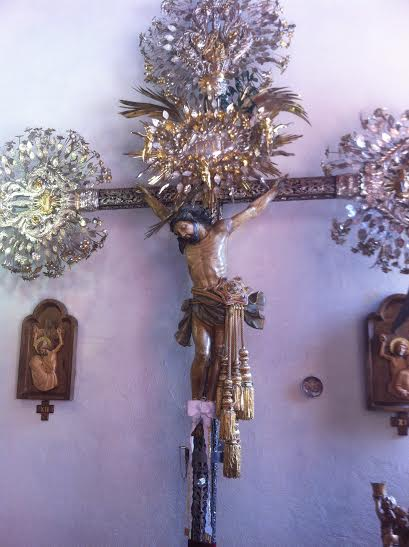
Crocefisso processionale
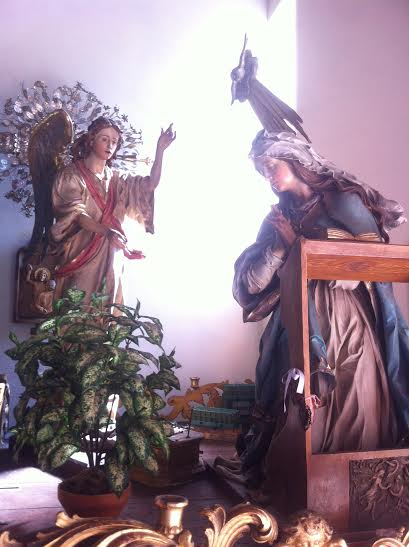
Statua lignea dell'Annunciazione